# Perizoma antisticta
Perizoma antisticta är en fjärilsart som beskrevs av Louis Beethoven Prout 1938. Perizoma antisticta ingår i släktet Perizoma och familjen mätare. Inga underarter finns listade i Catalogue of Life.